# Guy Peterson

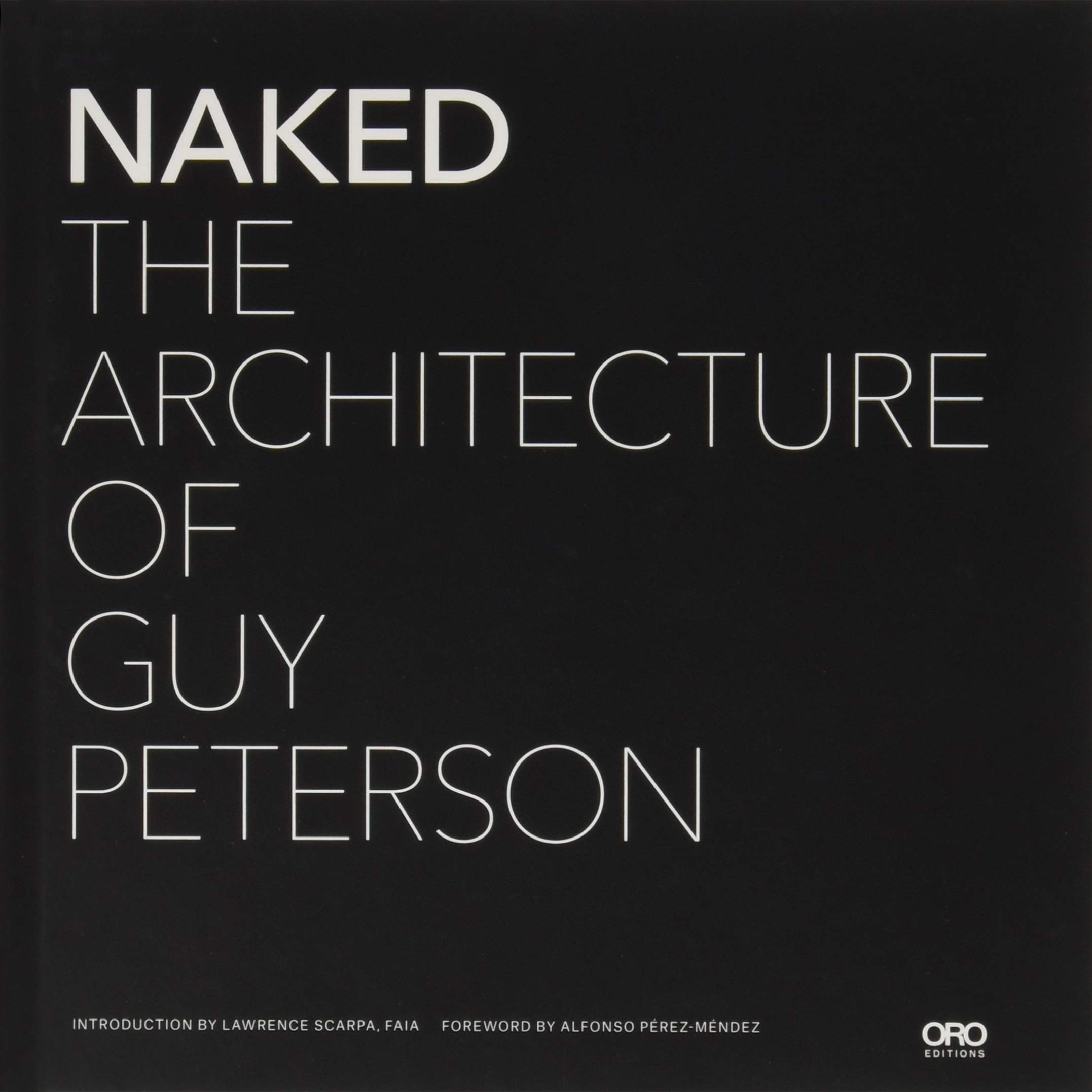
Naked - The Architecture Of Guy Peterson

Guy Wesley Peterson (nacido el 26 de diciembre de 1953) es un arquitecto estadounidense con sede en Sarasota, Florida. Peterson es miembro del Instituto Americano de Arquitectos y ha recibido la Medalla de Oro AIA Florida por sus destacadas contribuciones a la arquitectura. Ha diseñado más de 200 estructuras en el suroeste de Florida, incluidas obras públicas y privadas notables.  Peterson es profesor adjunto de arquitectura en la Facultad de Diseño, Construcción y Planificación de la Universidad de Florida, y autor de Naked: The Architecture of Guy Peterson.

## Galería

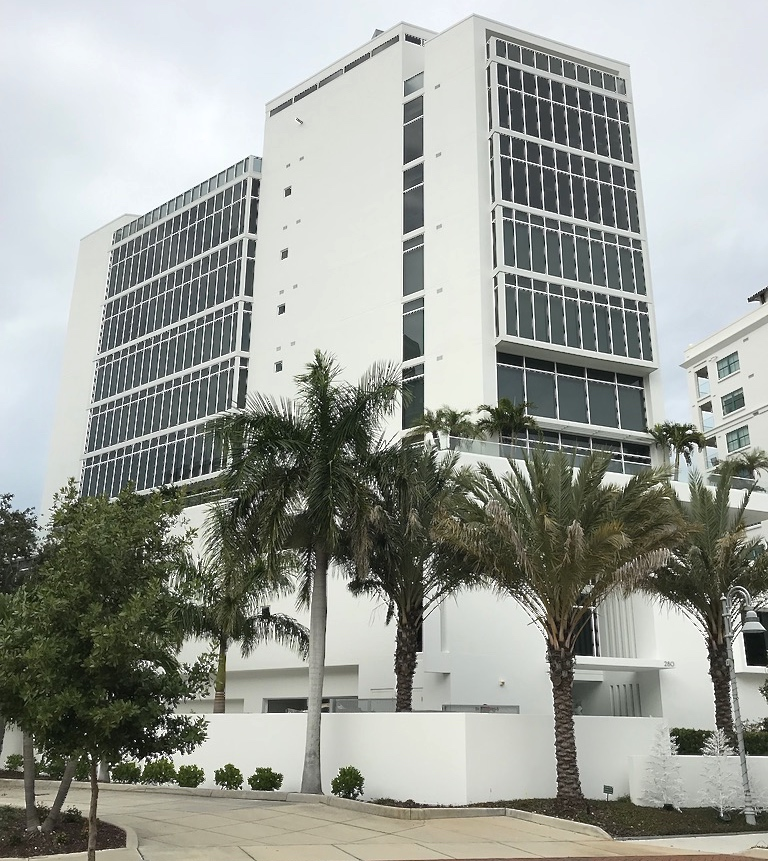
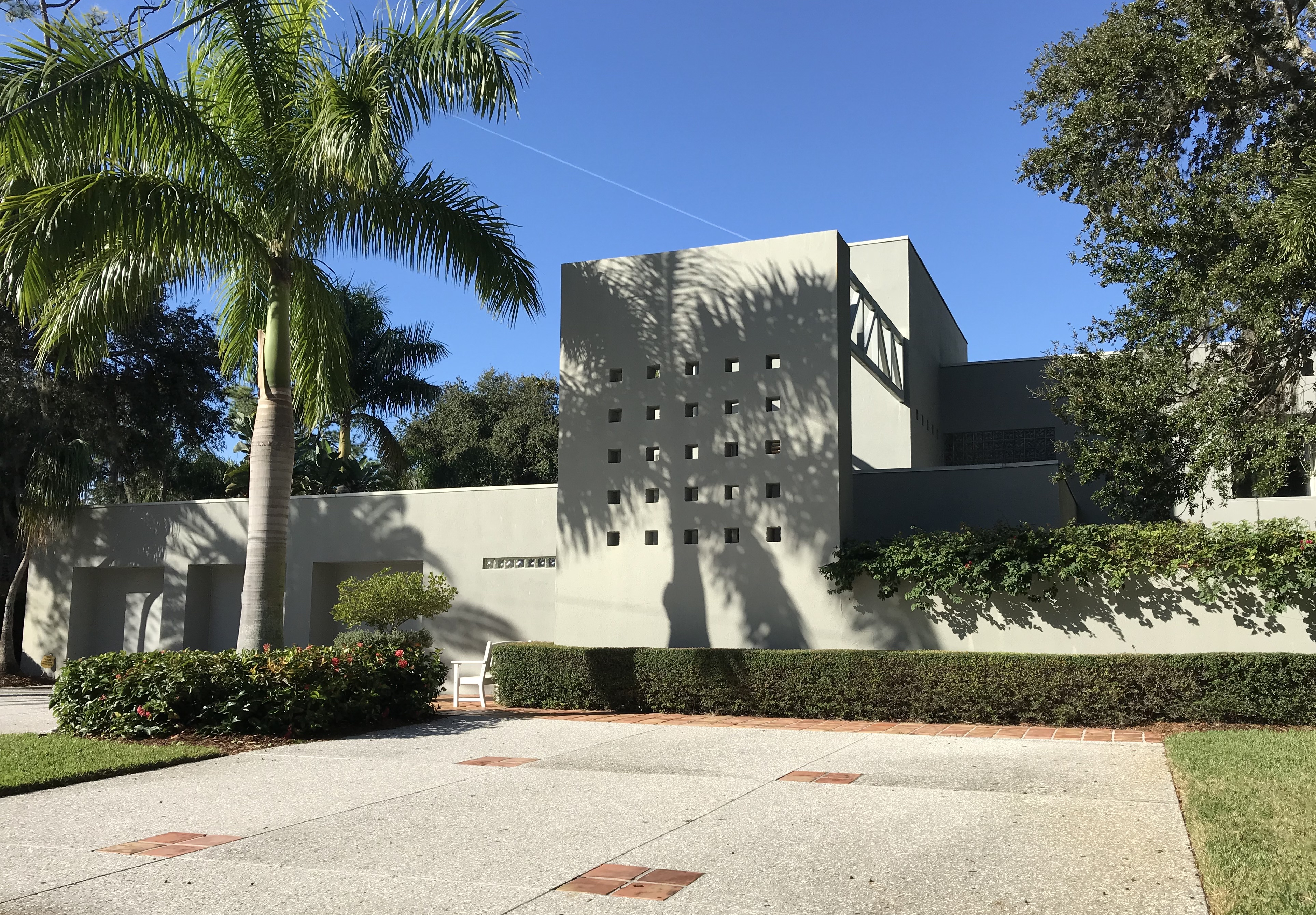
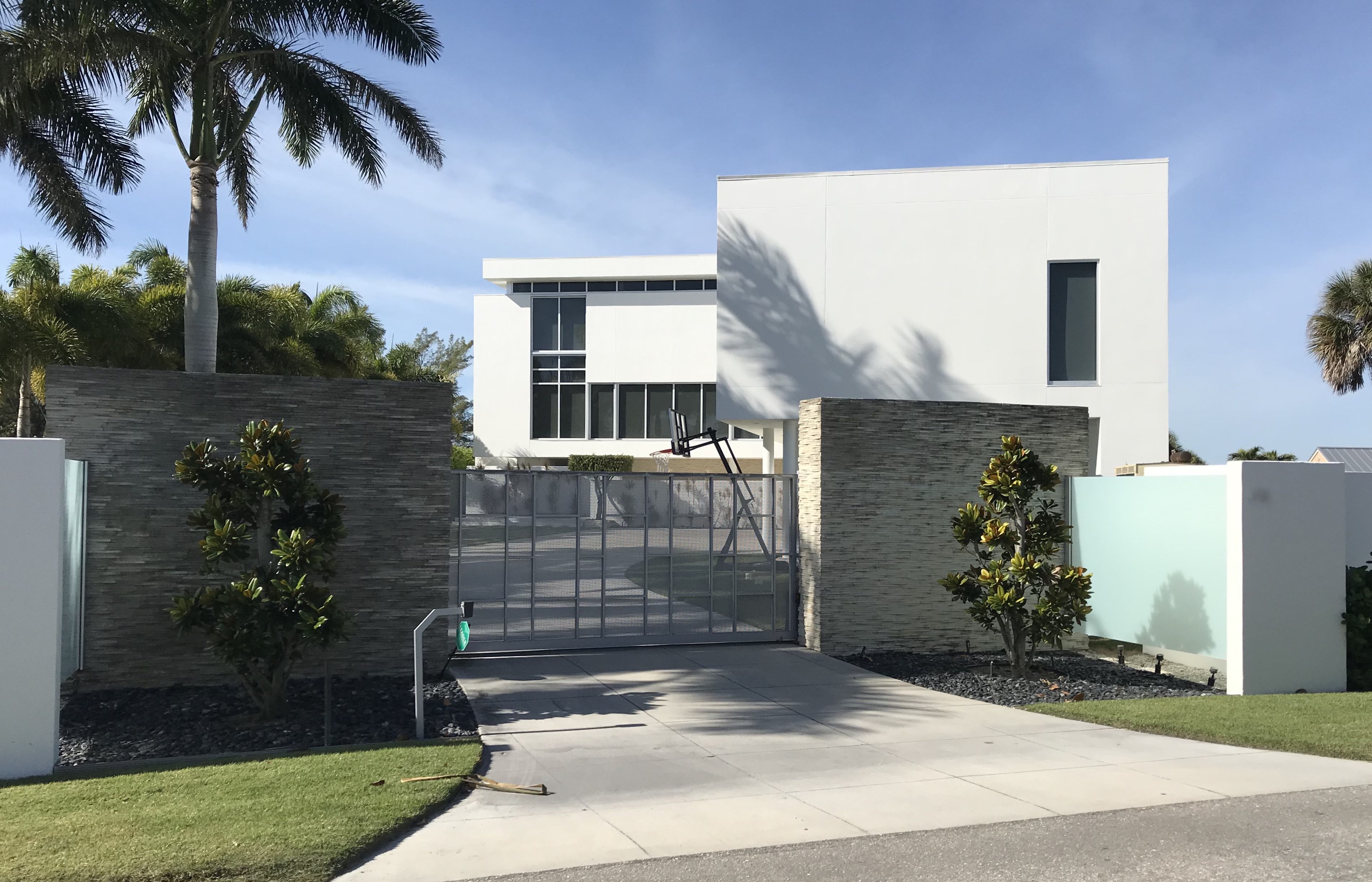
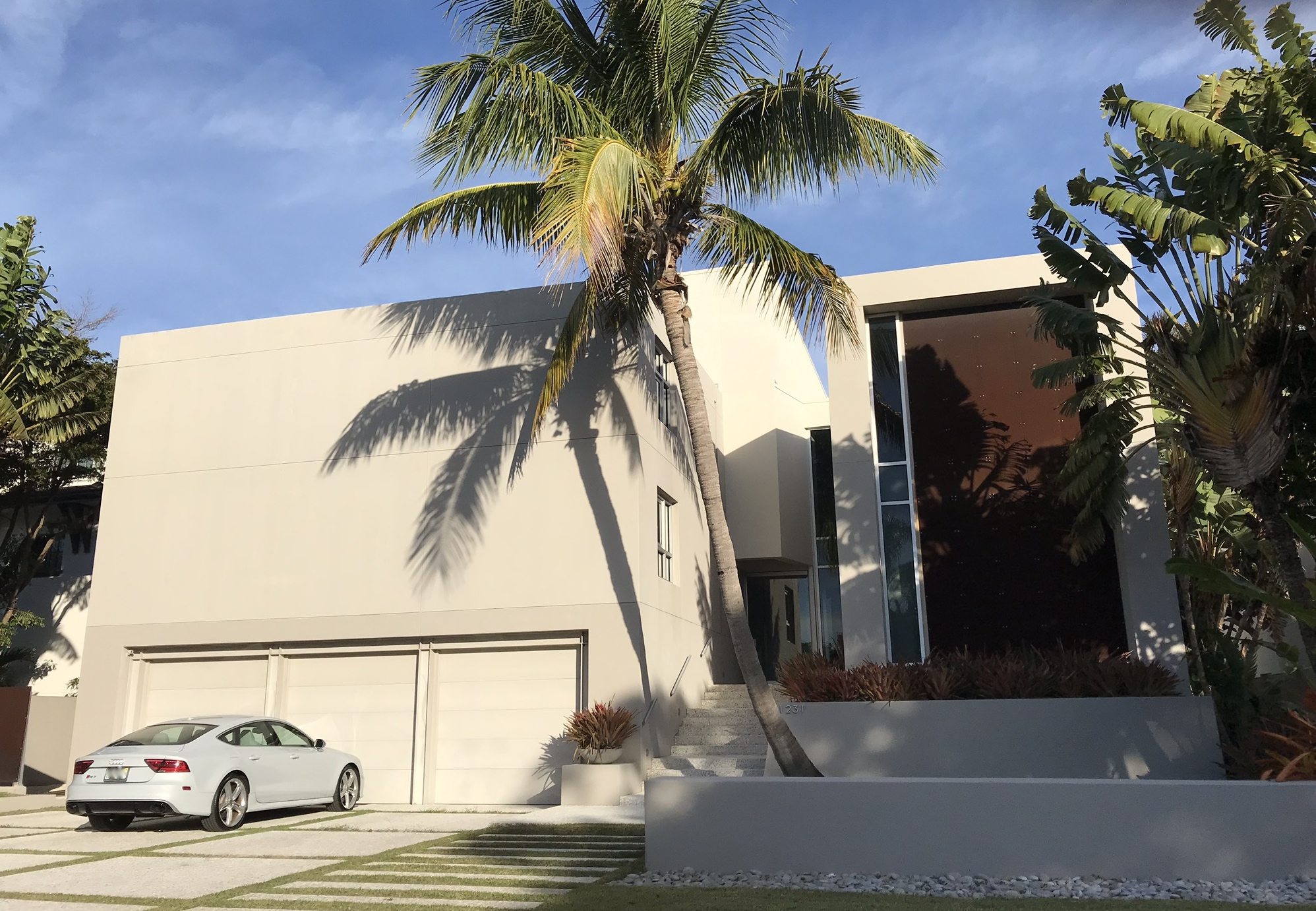
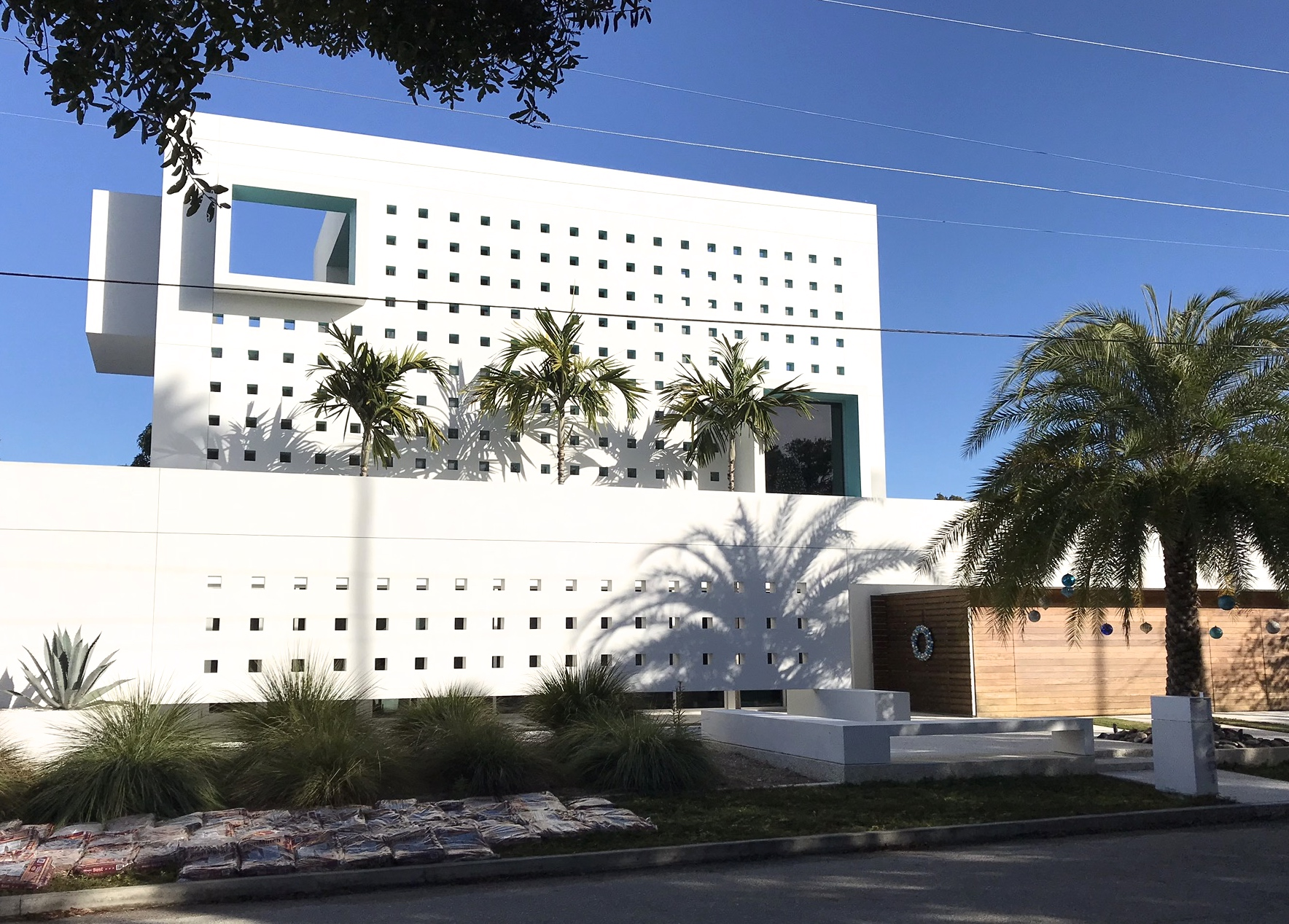
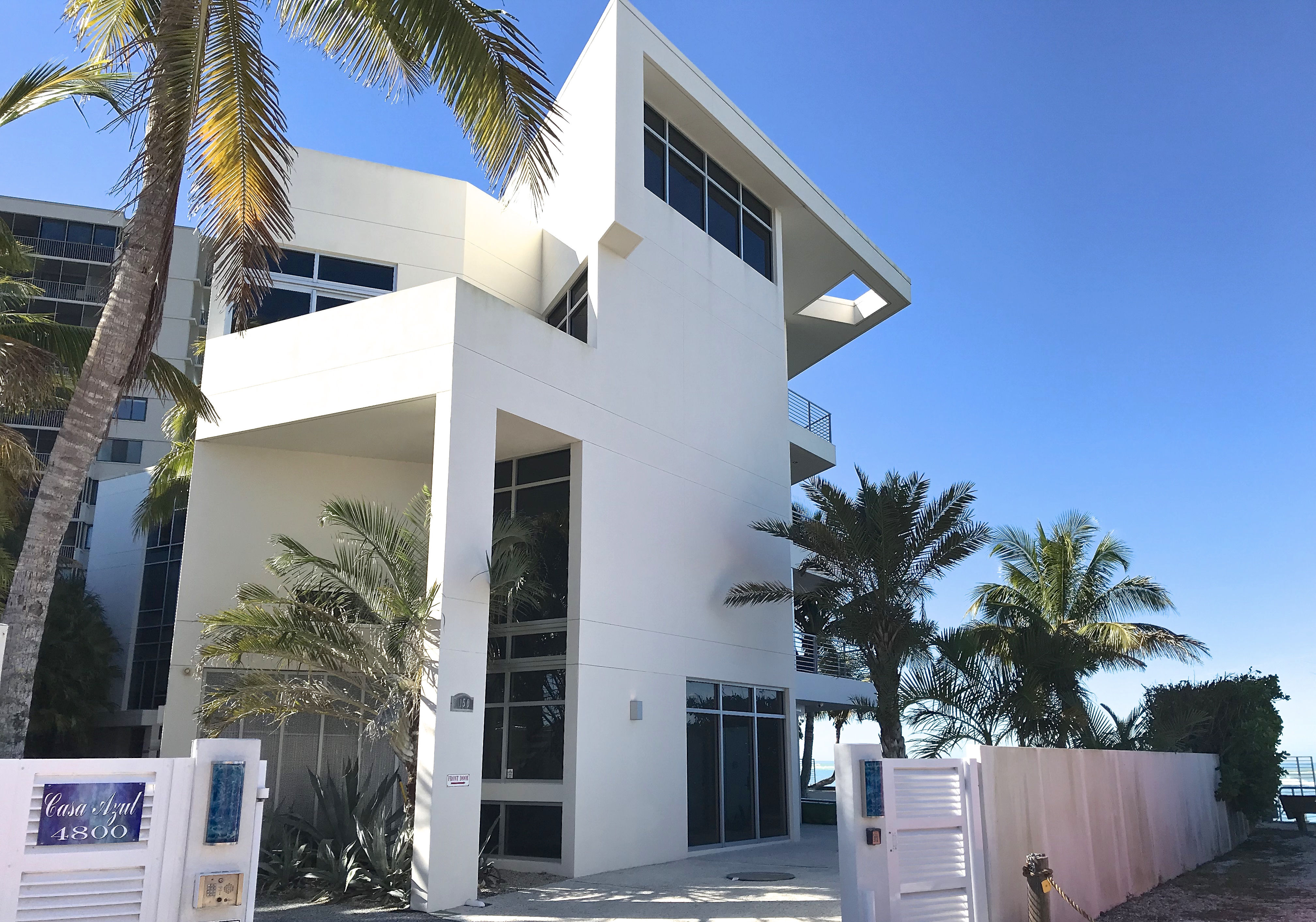
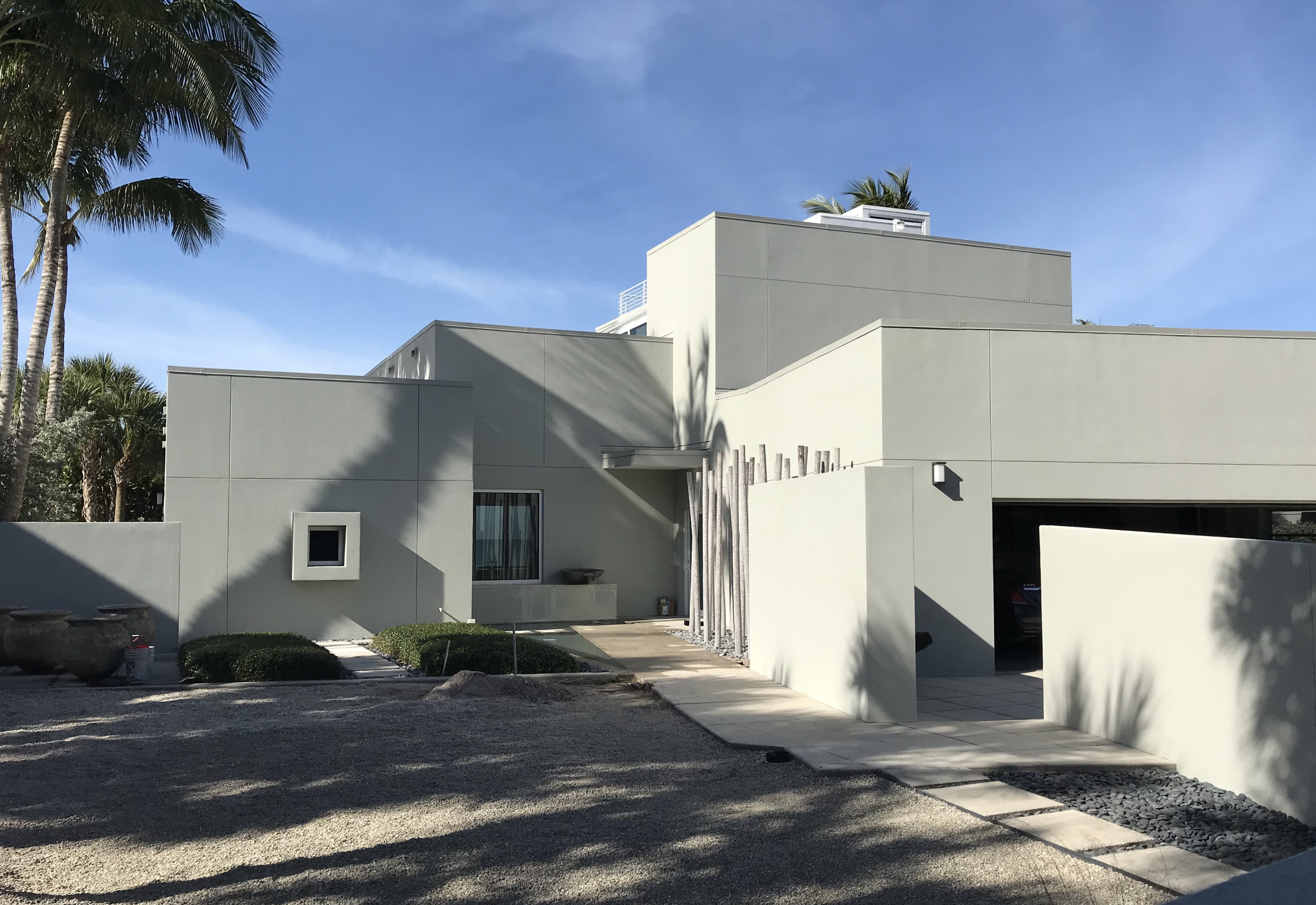
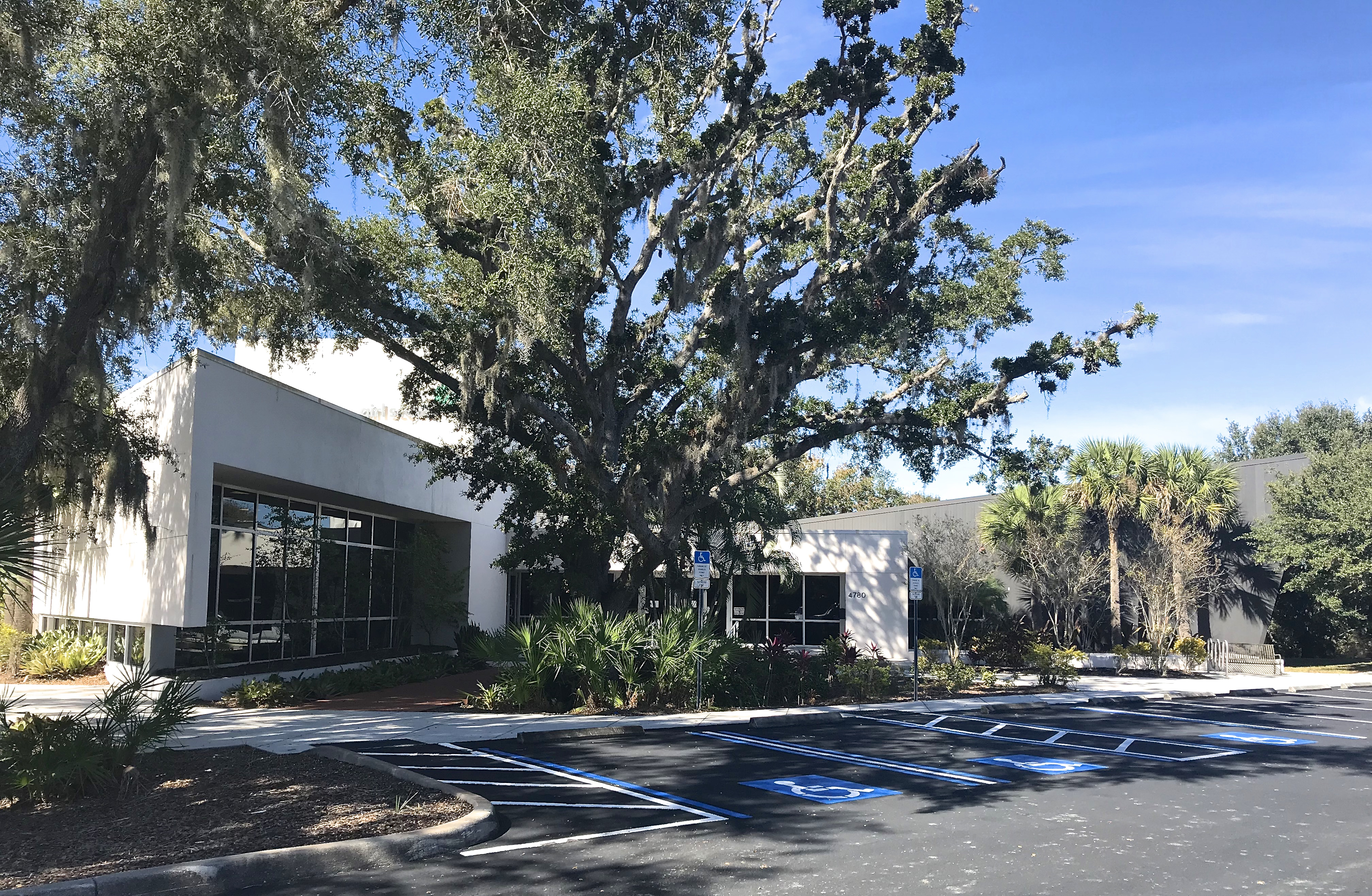
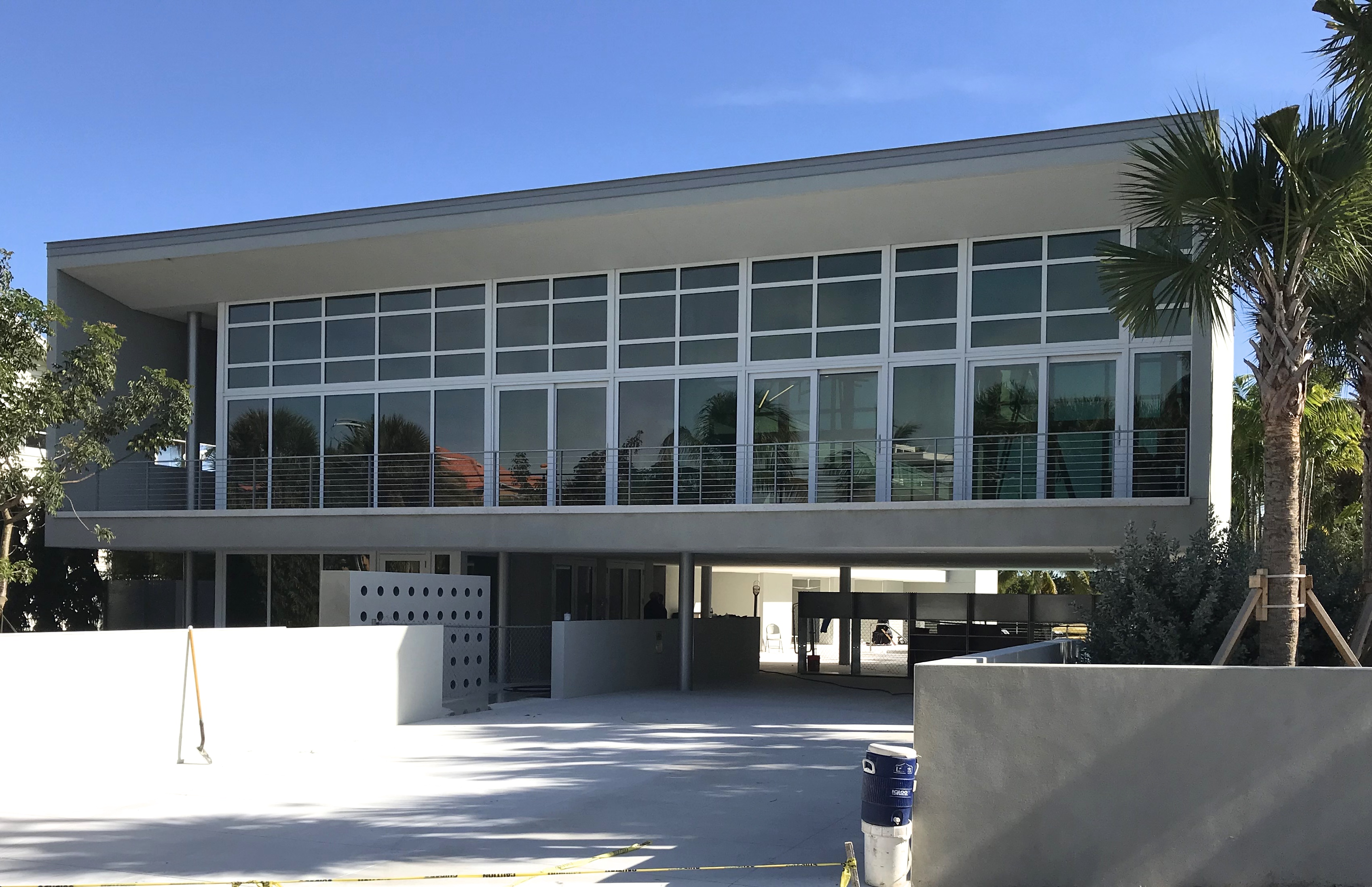
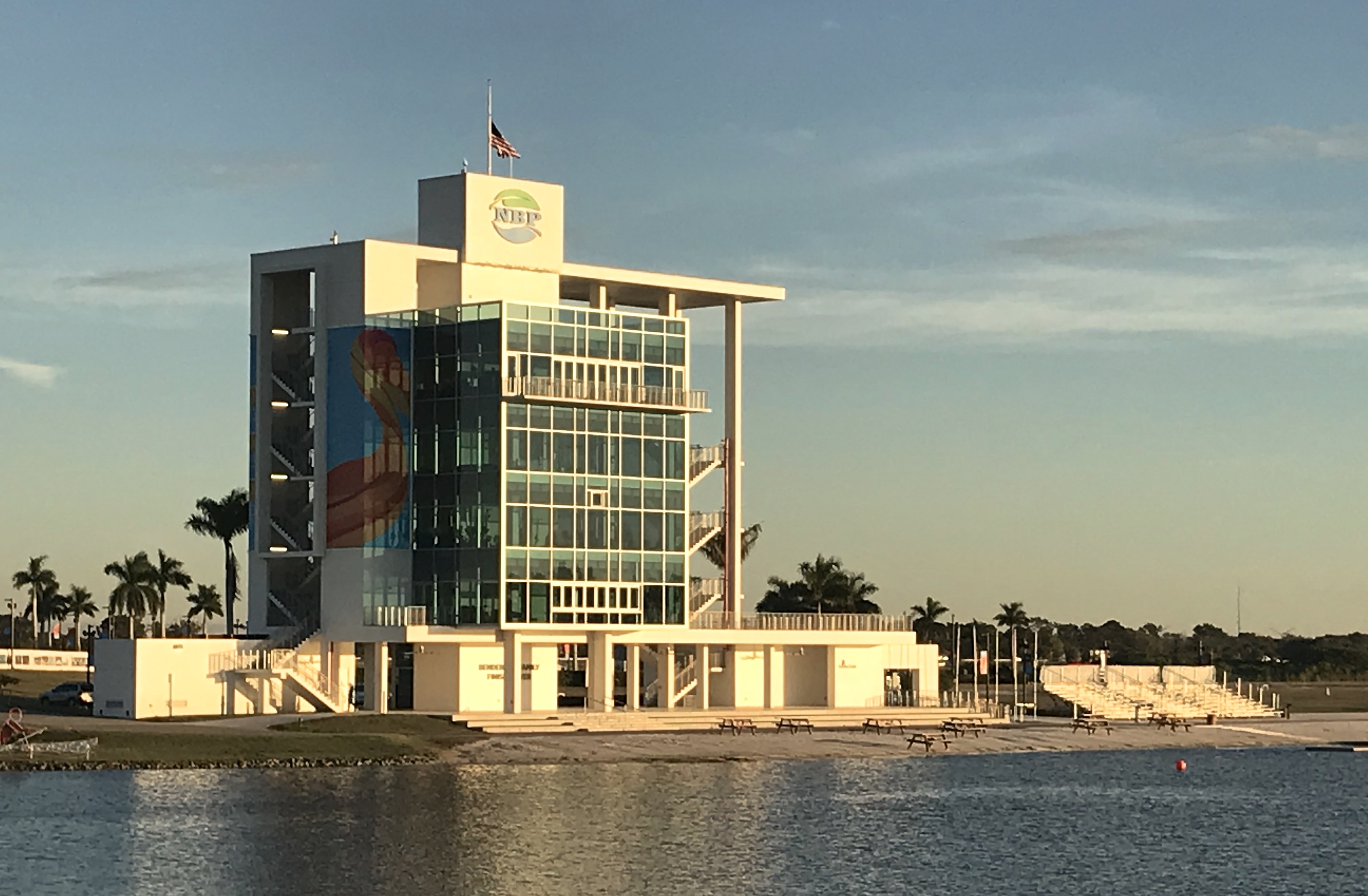
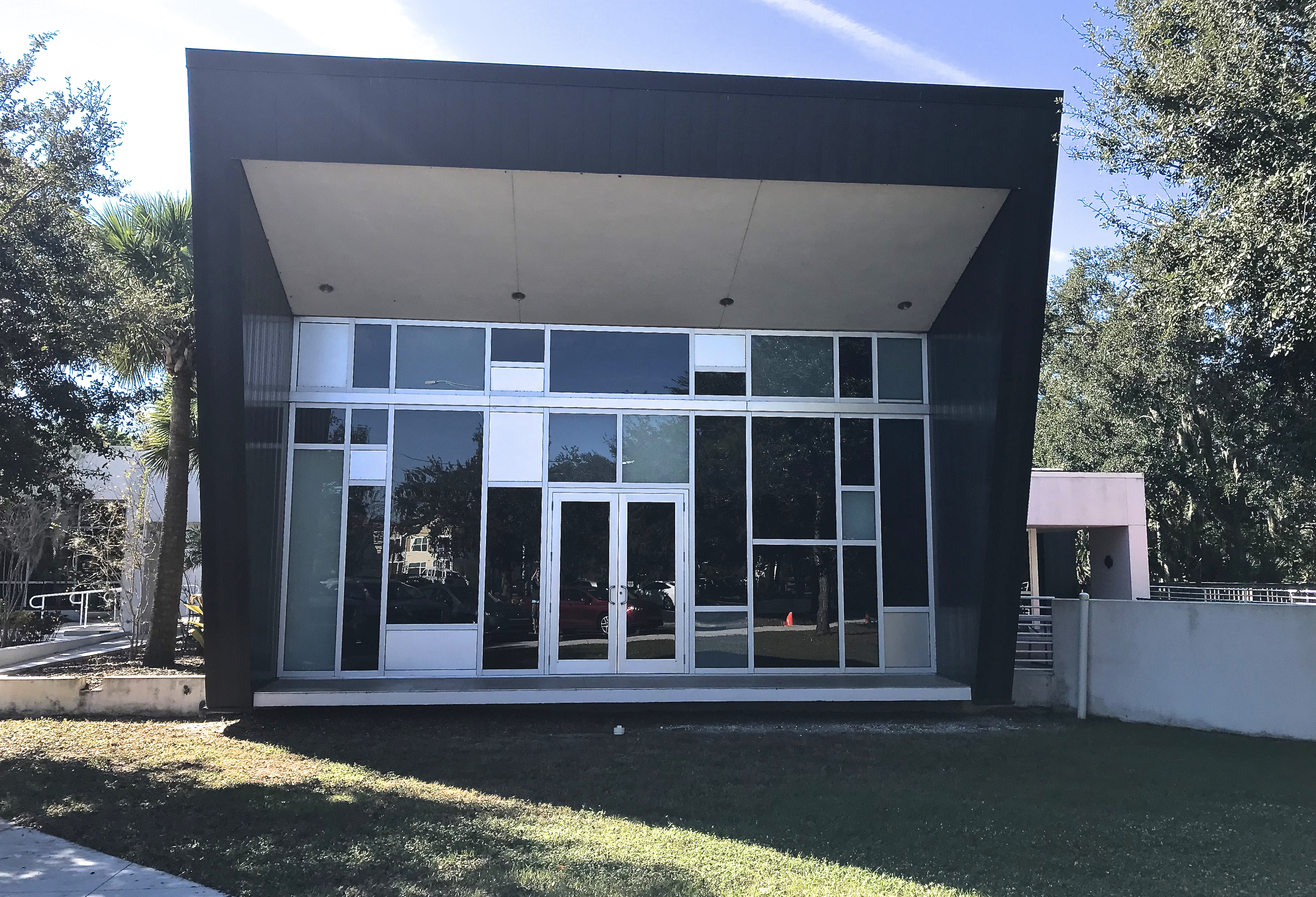
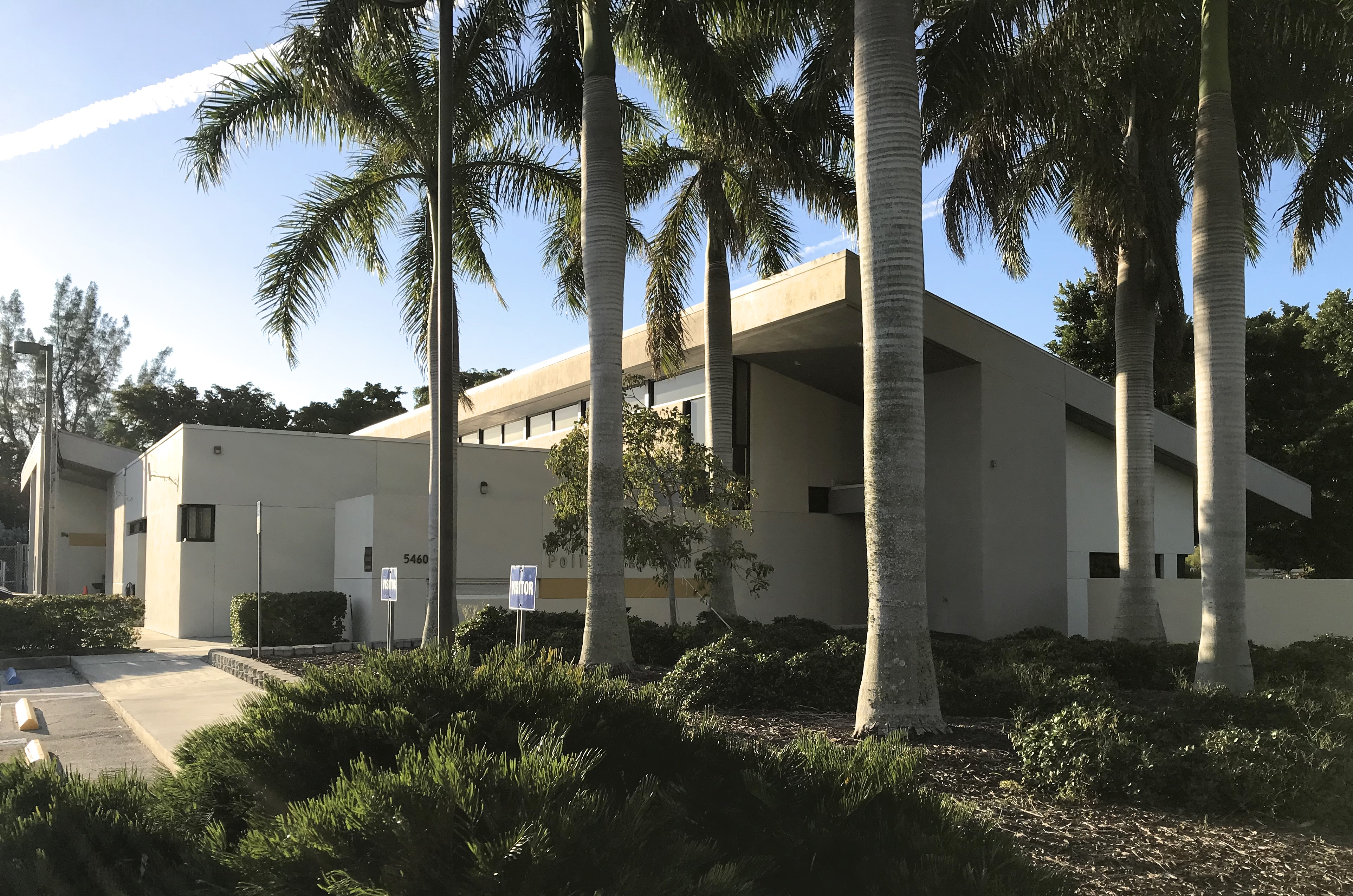
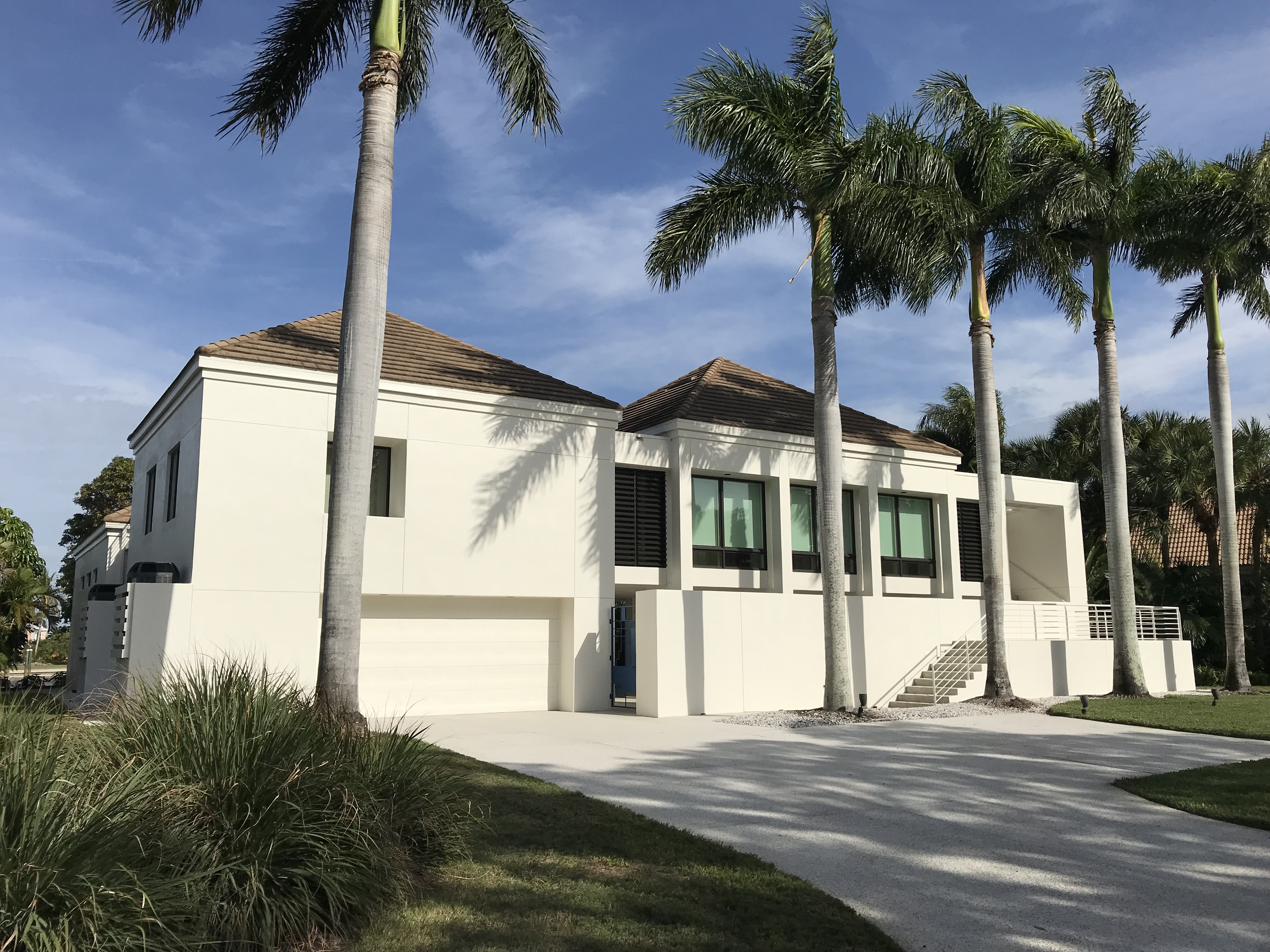
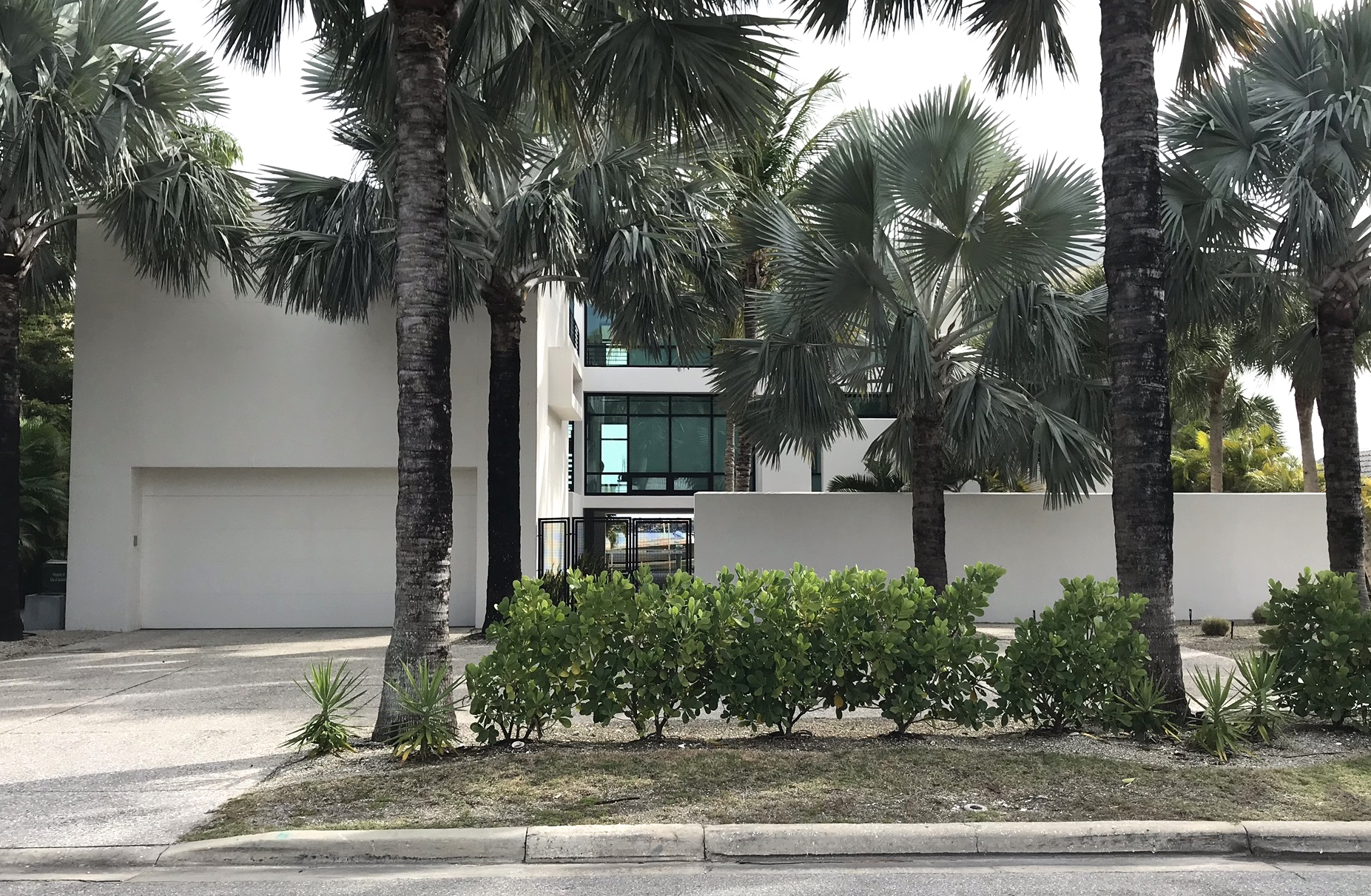
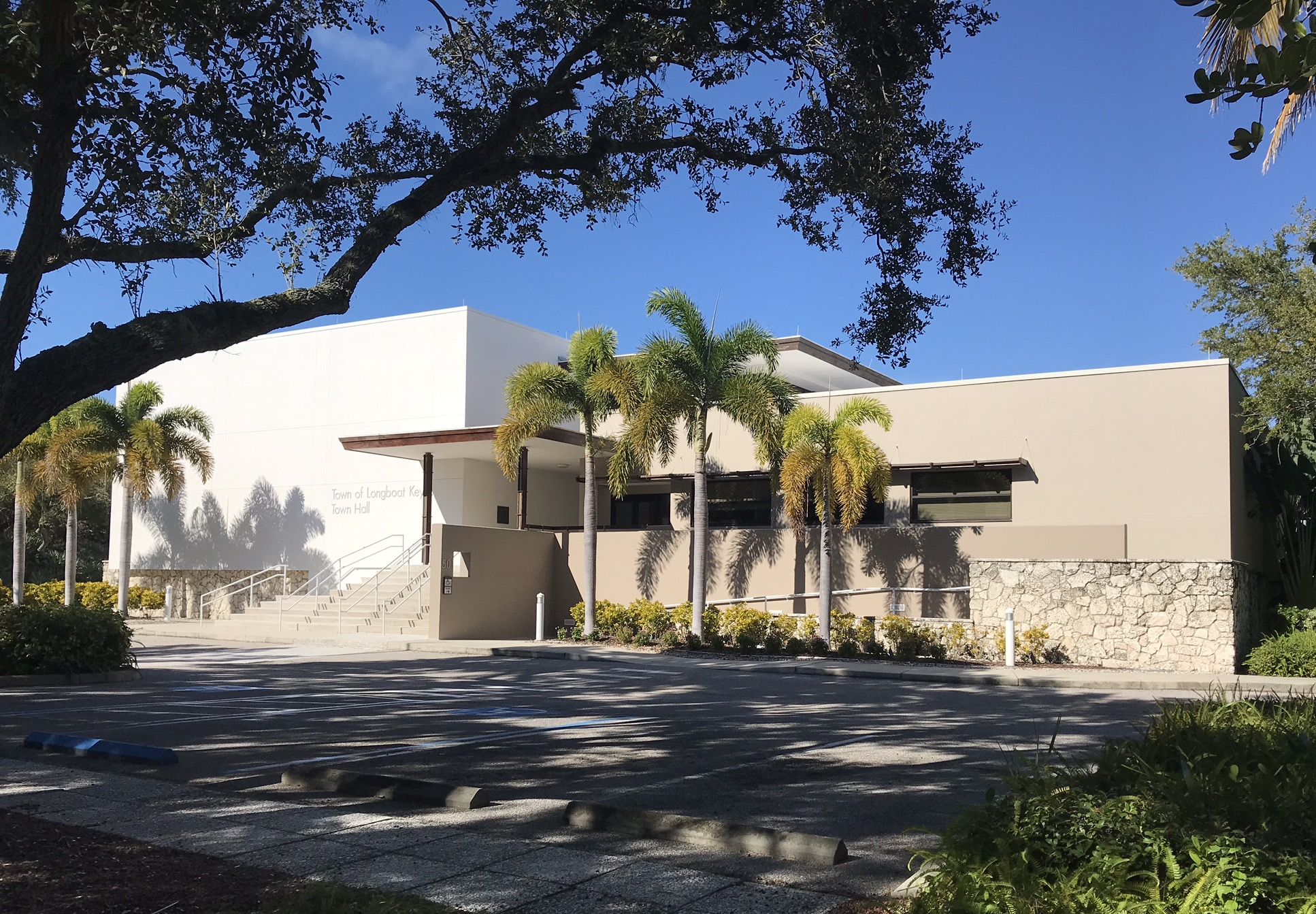
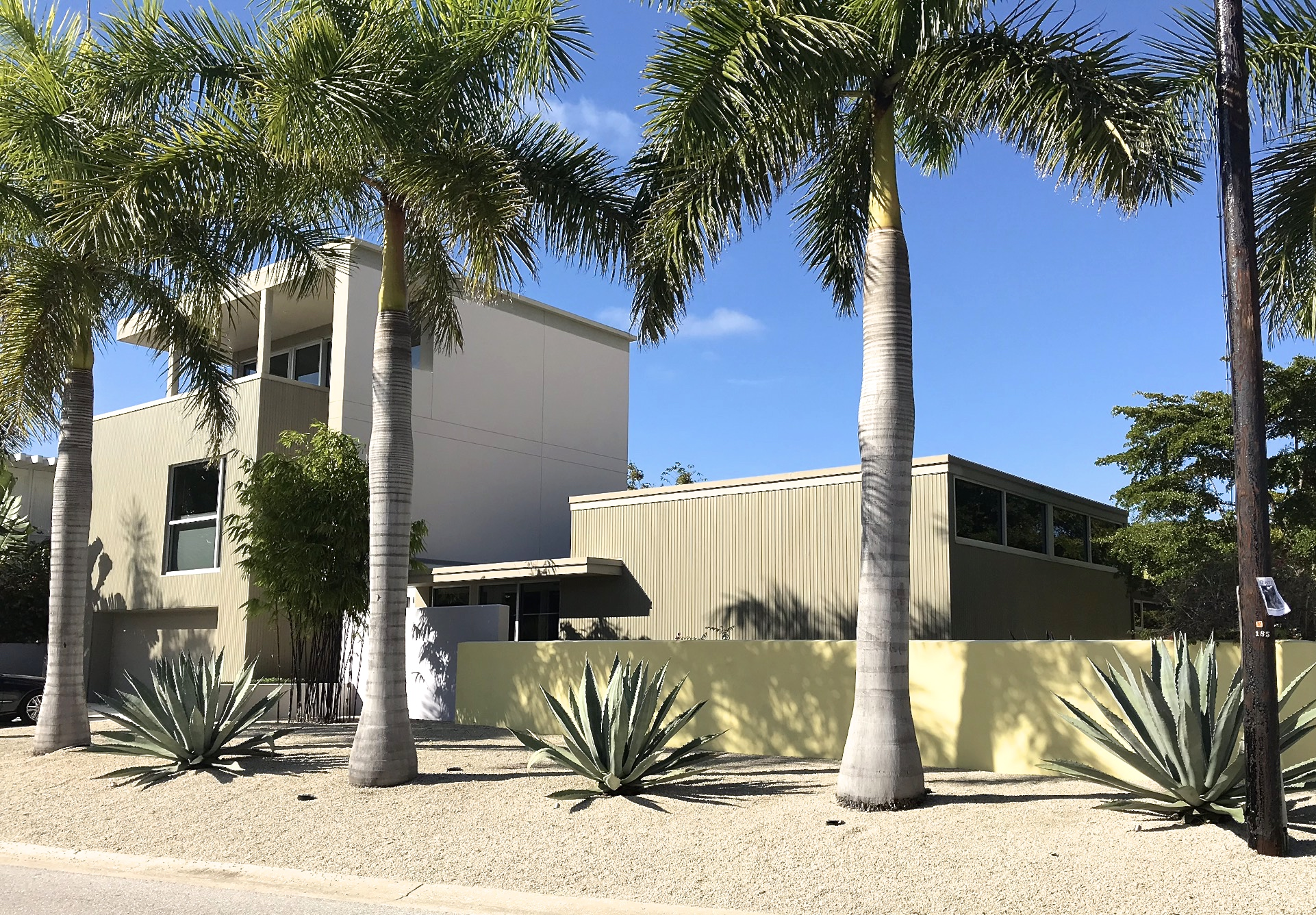

## Vida personal, carrera e influencias.

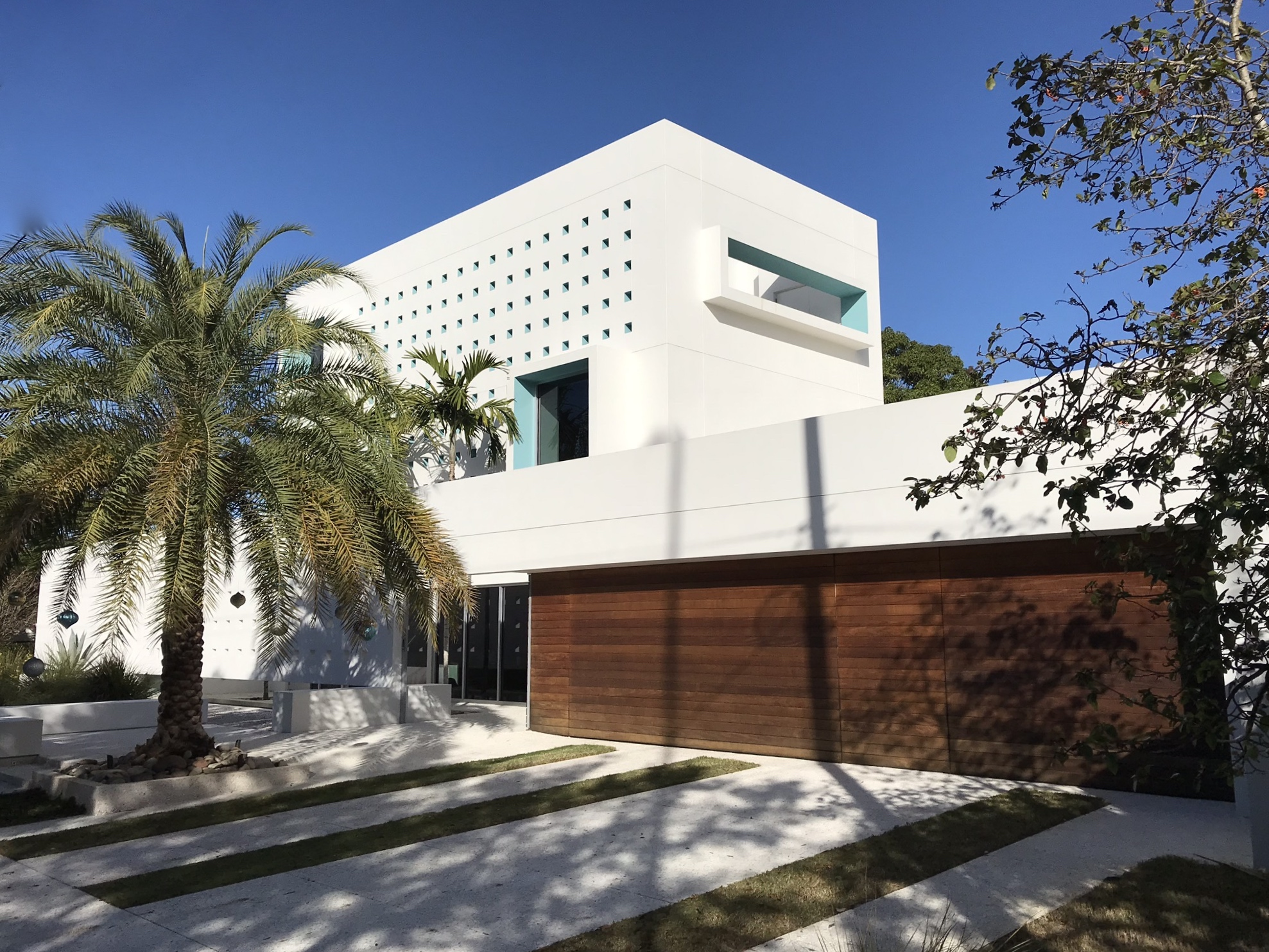
Casa Spencer

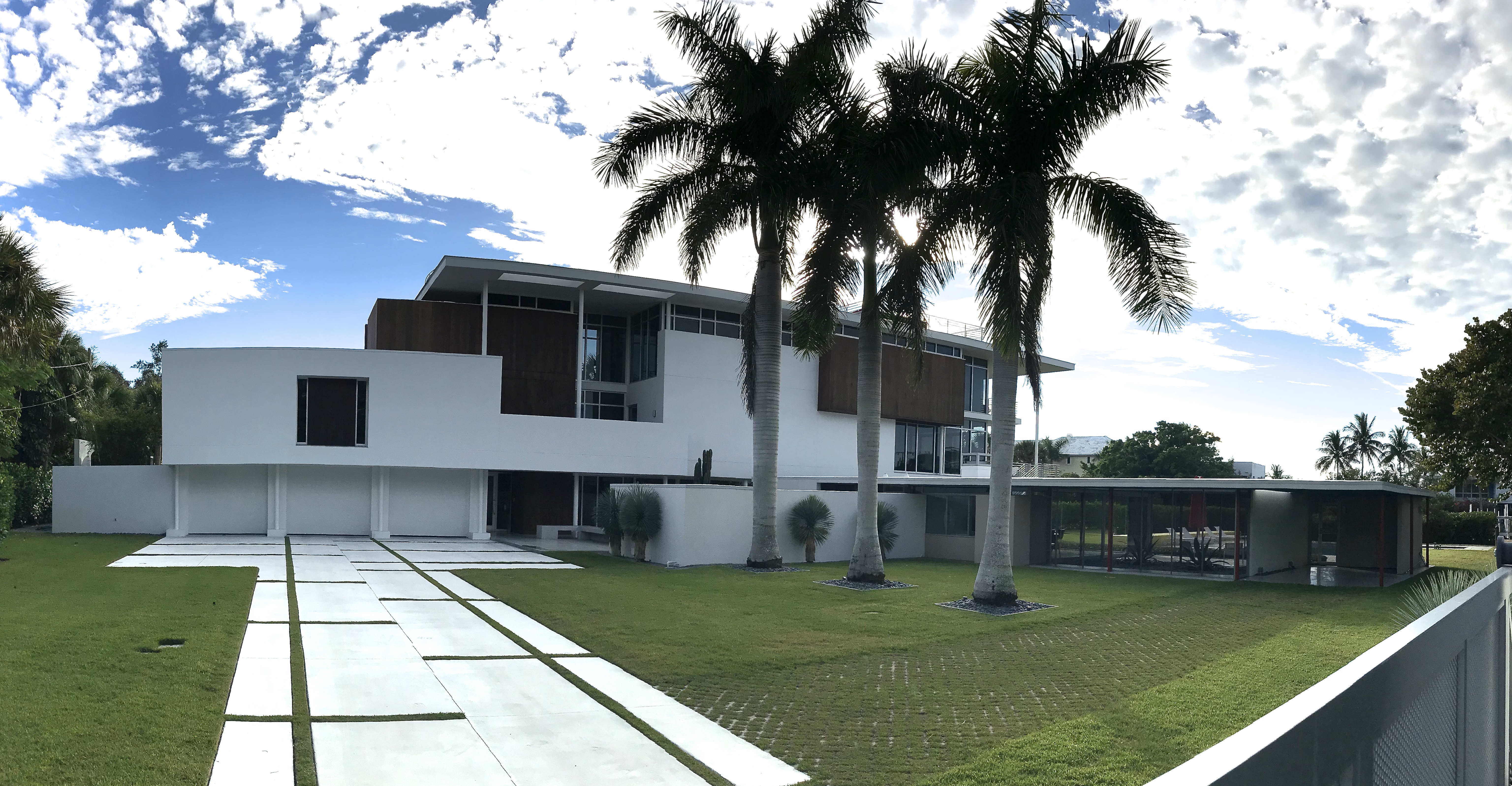
Revere Quality House (Casa original - Paul Rudolph y Ralph Twitchell. Companion House - Guy Peterson)

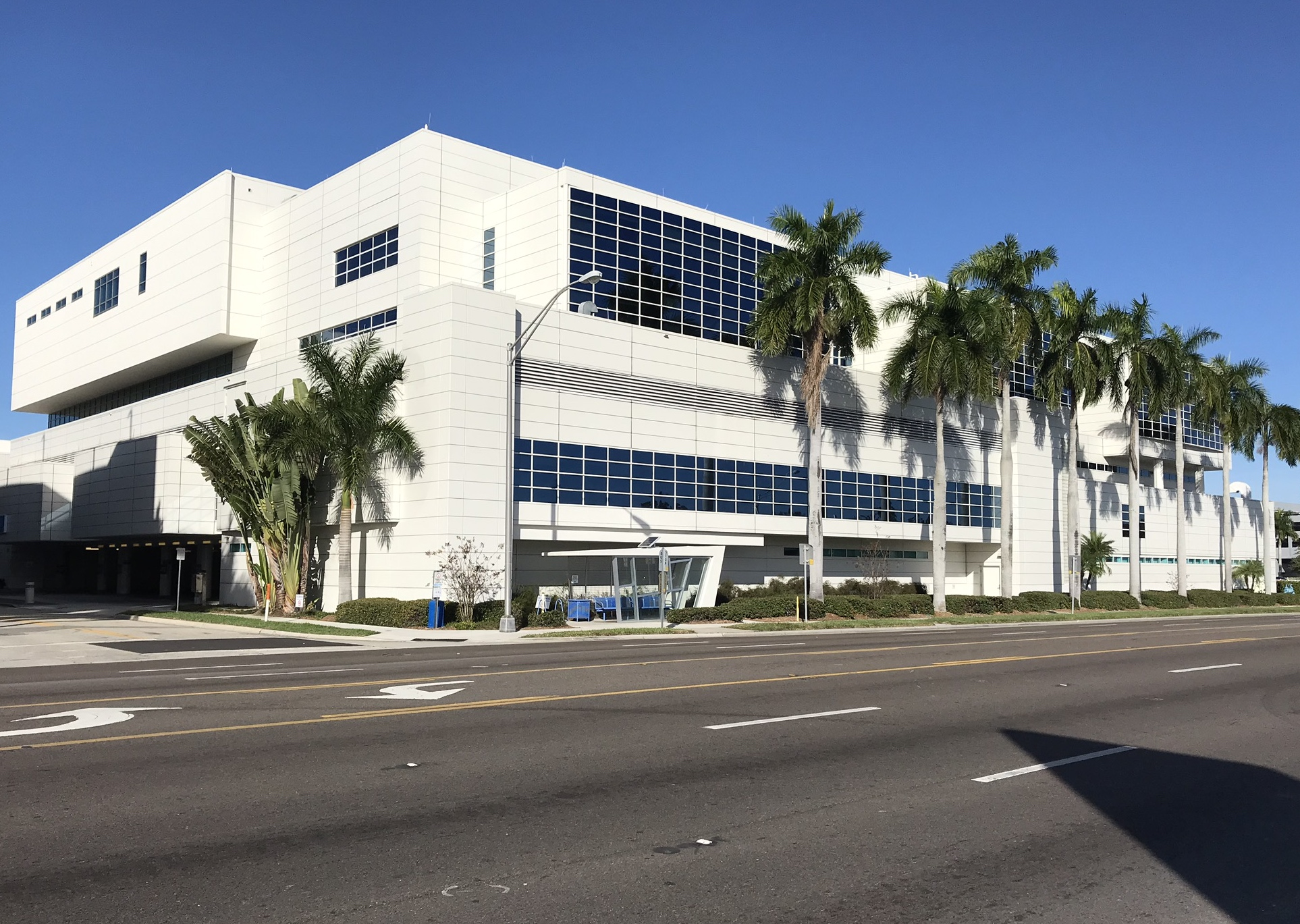
Sarasota Memorial Hospital Centro de Cuidados Críticos

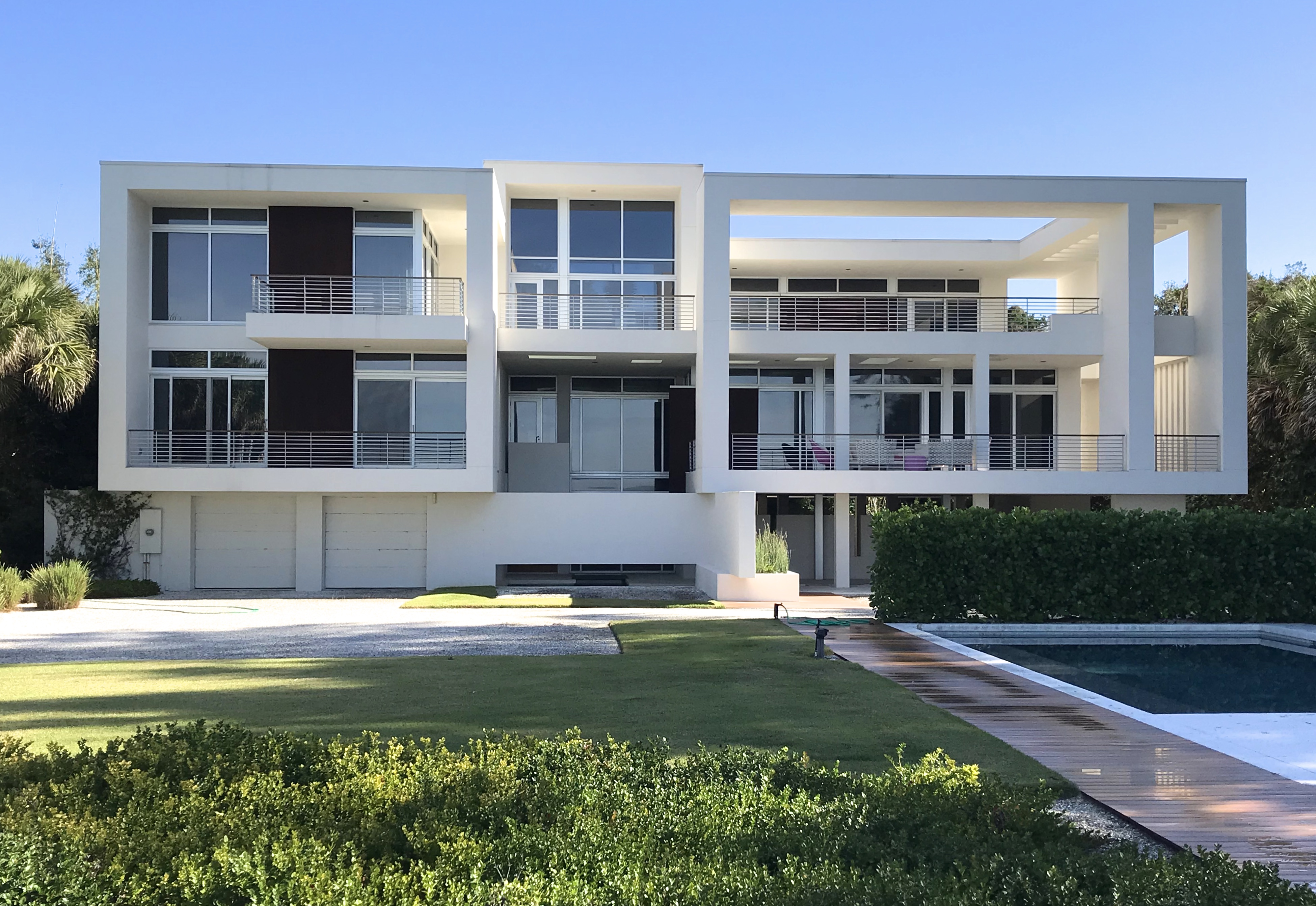
Casa Durbin

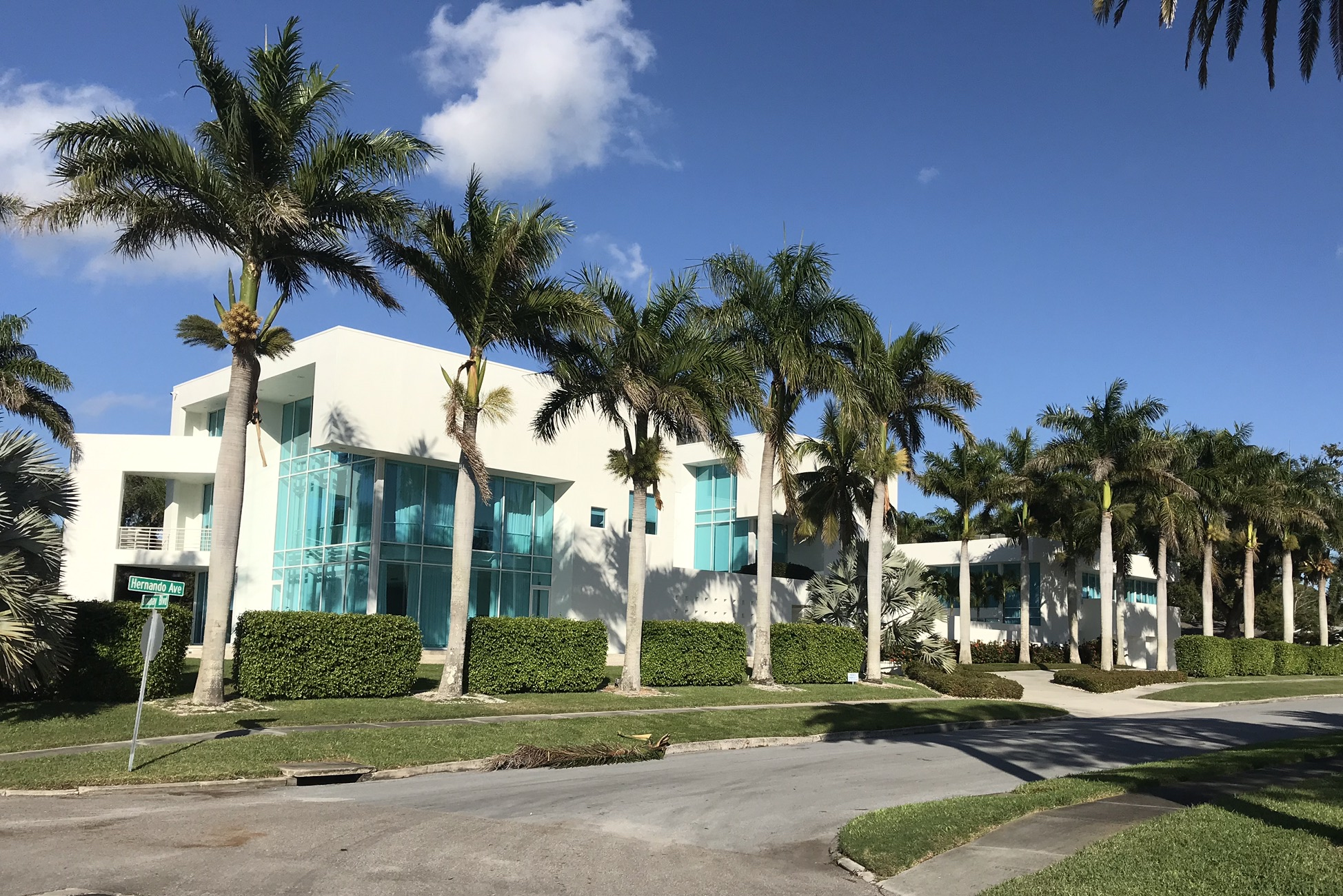
Casa Theisen

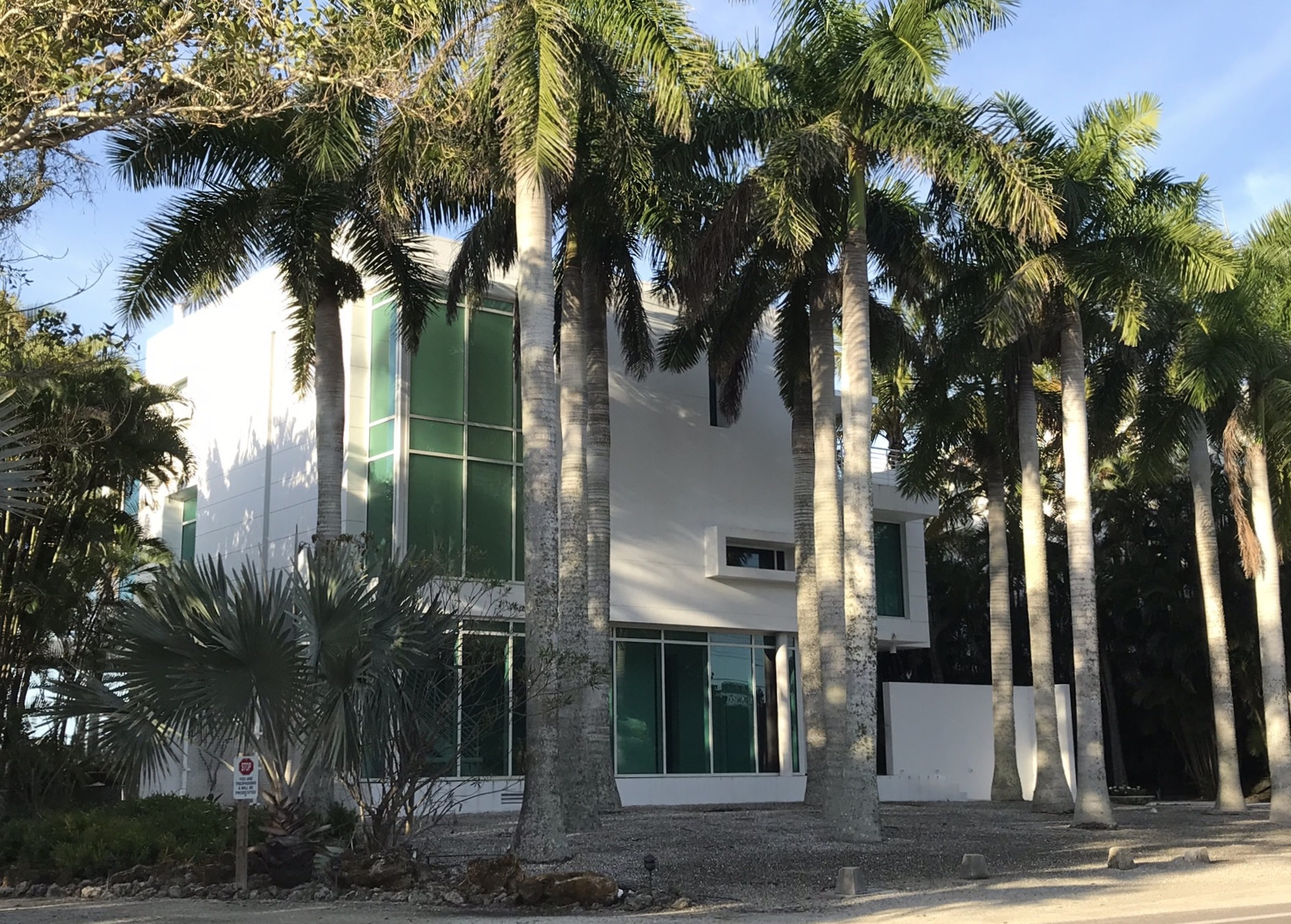
Casa Anaclerio

Peterson nació de Wesley y Joan Peterson, en Cheyenne, Wyoming.  Poco después de su nacimiento, su padre, médico se mudó a Sarasota, Florida, para ejercer su profesión allí. Pasó en Sarasota, su adolescencia rodeado de una gran arquitectura.  Allí se fundó el movimiento conocido como la Escuela de Arquitectura de Sarasota, y la comunidad estaba repleta de docenas de ejemplos de ello. Peterson vivía cerca del Sanderling Beach Club y asistió a la escuela secundaria en Riverview High School, ambos diseños del gran arquitecto Paul Rudolph. Fue particularmente influenciado por el Estudio Syd Solomon en Siesta Key por Gene Leedy.  Asistió a la Universidad de Florida, donde obtuvo una licenciatura en diseño y una maestría en arquitectura. Después de una breve etapa en Tallahassee, abrió un estudio de arquitectura en Sarasota a fines de la década de 1980, ofreciendo servicios de diseño comercial y residencial.
Durante las siguientes cuatro décadas, Peterson diseñó más de 200 estructuras en el suroeste de Florida. Sus obras privadas más conocidas son Spencer House, Theisen House, Freund House, Ashridge House, Durbin House, Ohana Retreat, y Anaclerio House.  Su trabajo público incluye la sede de Girl Scout Gulf Coast, el Centro de Cuidados Críticos del Hospital de Sarasota, el Refugio SPARCC, el Memorial Selby, la Estación de Bomberos de Midway, la Estación de Policía de Longboat Key, el Centro Elling Eide y la Torre de Finalización del Parque Nathan Benderson .
A lo largo de su carrera, Peterson ha realizado numerosos proyectos gratuitos para organizaciones sin fines de lucro, incluida la creación de UF CityLab Sarasota y la renovación y conservación de varios diseños históricos de la Escuela Sarasota. Peterson restauró en 2007 la Casa Revere de gran importancia arquitectónica que se agregó al Registro Nacional de Lugares Históricos de EE. UU. el año siguiente.  También restauró el Edificio Scott (diseñado por los ayudantes de Paul Rudolph, William Rupp y Joseph Farrell), convirtiéndolo en el Centro de Arquitectura Sarasota, una organización comunitaria de arquitectura y cultura. Con el nuevo nombre de McCulloch Pavilion, la obra renovada se incluyó en el Registro Nacional de Lugares Históricos de EE. UU. En 2017.
Peterson es un conferenciante frecuente sobre arquitectura y profesor adjunto de arquitectura en la Universidad de Florida .

## Logros notables de su carrera
La medalla de oro del Instituto Americano de Arquitectos de Florida le fue otorgada a Peterson en 2016, (Paul Rudolph es el único otro receptor del premio de Sarasota).  Peterson fue elegido para el Colegio de Fellows del Instituto Americano de Arquitectos en 2003. Recibió el Premio de Honor al Diseño del Milenio Presidencial de la Florida de la AIA en 2000. La Oficina de Arquitectura de Guy Peterson recibió el premio AIA Florida Firm of the Year en 2013.
También ha sido reconocido por sus logros profesionales en la Escuela de Arquitectura de la Universidad de Florida (Ivan H. Smith Eminent Chair - Catedrático Dotado, Distinguished Architecture Alumnus Award, y Dean's Faculty Service Award), de la Sarasota Architectural Foundation (Premio a los logros de toda una vida), y del American Jewish Committee (Premio a los logros cívicos).
Peterson ha ganado más de 80 premios individuales de diseño arquitectónico a lo largo de su carrera.